# Giacomo Suardo

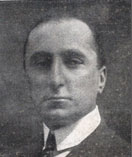
Giacomo Suardo

Giacomo Suardo (* 25. Januar 1883 in Bergamo; † 20. Mai 1947 ebenda) war ein italienischer Politiker.

## Leben
Giacomo Suardo wurde in einer adligen Familie von Großgrundbesitzern aus Bergamo geboren und war Schüler eines katholischen Internats in Lodi. Nach einem Jurastudium in Turin und Genf war er als Anwalt in Bergamo tätig, wo er 1912 in die Freimaurerloge Pontida aufgenommen wurde. Im Ersten Weltkrieg kämpfte er zunächst an der Argonnenfront in der von Peppino Garibaldi (1879–1950), dem Enkel Giuseppes, befehligten Freiwilligenlegion. Nach dem Kriegseintritt Italiens wechselte er als Artillerieoffizier ins italienische Heer und wurde mehrfach ausgezeichnet.
Am 1. Mai 1921 schloss er sich der Nationalen Faschistischen Partei an und ein Jahr später übernahm er den Parteivorsitz der PNF in Bergamo. Bei den Wahlen 1924 wurde er als Abgeordneter der Lombardei ins Parlament gewählt. Er war bis Dezember 1927 Unterstaatssekretär des Ministerpräsidenten und zudem von November 1926 bis März 1928 Unterstaatssekretär des Innenministeriums. In Briefen an Mussolini bezeugte er dem Diktator unerschütterliche Treue. Am 24. Januar 1929 wurde er zum Senator ernannt. Im Abessinienkrieg nahm er als Freiwilliger teil und wurde zum Generalleutnant befördert.
Von März 1939 bis zur Auflösung des Kabinetts Mussolini im Juli 1943 war er als Nachfolger von Luigi Federzoni Senatspräsident. Bei der letzten Sitzung des Großen Faschistischen Rates am 28. Juli 1943, als die Absetzung Mussolinis beantragt wurde, enthielt er sich als einziger der Stimme. Während der Italienischen Sozialrepublik wurde er im Prozess von Verona im Januar 1944 einvernommen, jedoch freigelassen.
Er starb am 20. Mai 1947 in seiner Heimatstadt Bergamo.